# Гранд-Прери (тауншип, Миннесота)
Гранд-Прери (англ. Grand Prairie) — тауншип в округе Ноблс, Миннесота, США. На 2000 год его население составило 227 человек.

## География
По данным Бюро переписи населения США площадь тауншипа составляет 91,6 км², из которых 91,6 км² занимает суша, водоёмов нет.

## Демография
По данным переписи населения 2000 года здесь находились 227 человек, 82 домохозяйства и 61 семья.  Плотность населения —  2,5 чел./км².  На территории тауншипа расположено 90 построек со средней плотностью 1,0 построек на один квадратный километр. Расовый состав населения: 97,80 % белых, 2,20 % — других рас США. Испанцы или латиноамериканцы любой расы составляли 2,64 % от популяции тауншипа.
Из 82 домохозяйств в 34,1 % воспитывались дети до 18 лет, в 69,5 % проживали супружеские пары, в 4,9 % проживали незамужние женщины и в 24,4 % домохозяйств проживали несемейные люди. 23,2 % домохозяйств состояли из одного человека, при том 8,5 % из — одиноких пожилых людей старше 65 лет. Средний размер домохозяйства — 2,77, а семьи — 3,24 человека.
29,1 % населения младше 18 лет, 7,9 % в возрасте от 18 до 24 лет, 22,9 % от 25 до 44, 25,6 % от 45 до 64 и 14,5% старше 65 лет. Средний возраст — 39 лет. На каждые 100 женщин приходилось 100,9 мужчин.  На каждые 100 женщин старше 18 приходилось 111,8 мужчин.
Средний годовой доход домохозяйства составлял 34 500 долларов, а средний годовой доход семьи —  45 833 доллара. Средний доход мужчин —  14 375  долларов, в то время как у женщин — 13 750. Доход на душу населения составил 16 192 доллара. За чертой бедности находились 3,3 % семей и 6,8 % всего населения тауншипа, из которых 8,1 % младше 18 и 5,7 % старше 65 лет.